# Övre Järvåssjön
Övre Järvåssjön är en sjö i Hudiksvalls kommun i Hälsingland och ingår i Delångersåns huvudavrinningsområde. Sjön har en area på 0,0854 kvadratkilometer och ligger 196,2 meter över havet.

## Delavrinningsområde
Övre Järvåssjön ingår i det delavrinningsområde (686921-153293) som SMHI kallar för Mynnar i Delångersån. Medelhöjden är 139 meter över havet och ytan är 4,9 kvadratkilometer. Det finns inga avrinningsområden uppströms utan avrinningsområdet är högsta punkten. Vattendraget som avvattnar avrinningsområdet har biflödesordning 2, vilket innebär att vattnet flödar genom totalt 2 vattendrag innan det når havet efter 69 kilometer. Avrinningsområdet består mestadels av skog (75 procent) och jordbruk (10 procent). Avrinningsområdet har 0,09 kvadratkilometer vattenytor vilket ger det en sjöprocent på 1,7 procent.